# Passage des Alpes par Hannibal
Vous lisez un « article de qualité » labellisé en 2012.

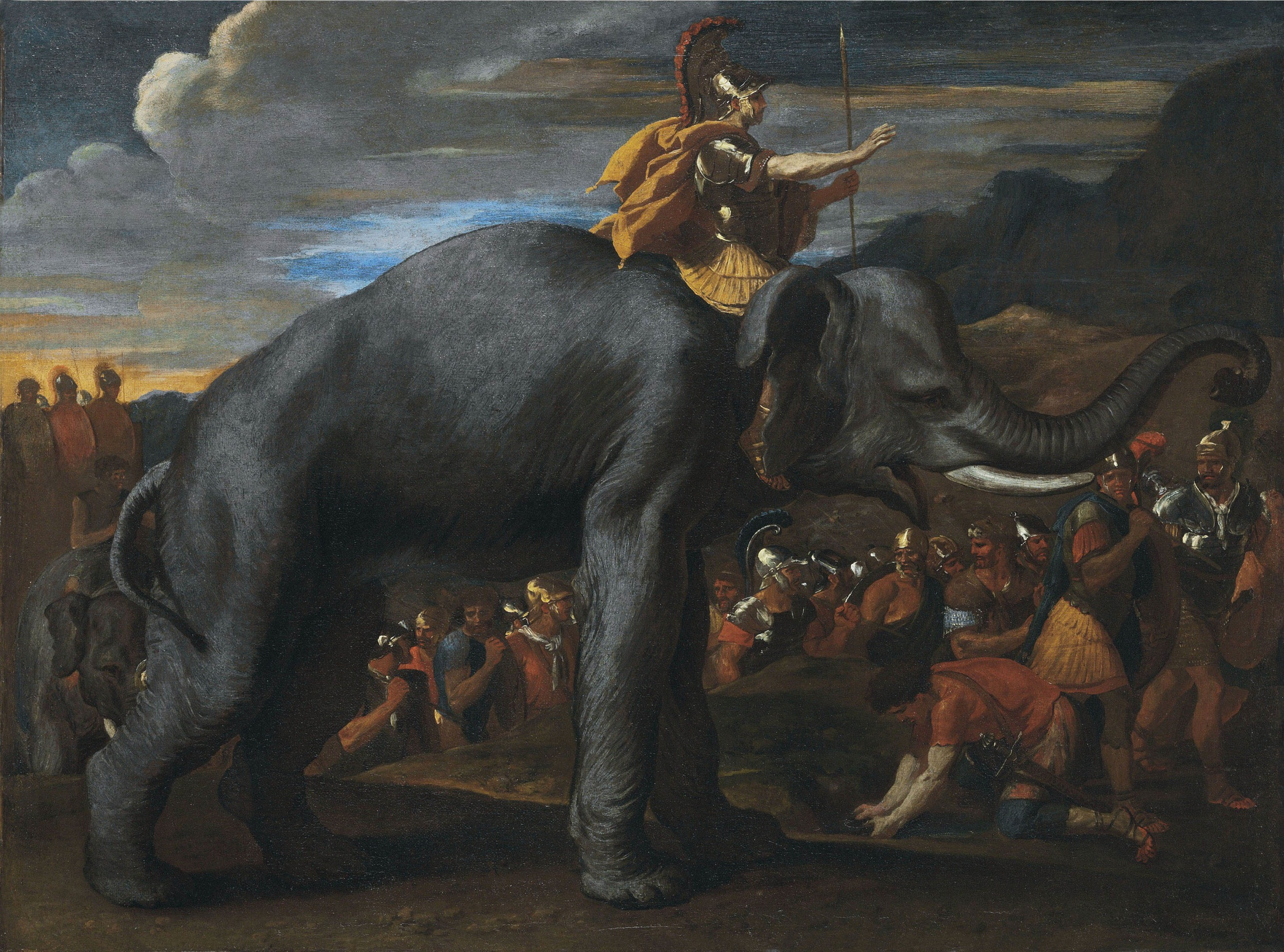
Hannibal traversant les Alpes à dos d'éléphant, Nicolas Poussin (1625-1626).

Le passage des Alpes par Hannibal est une étape majeure de la marche vers l’Italie de l’armée d’Hannibal Barca, réalisée à la fin de l’année 218 av. J.-C., au début de la deuxième guerre punique déclenchée contre Rome. Ce périple précis s'étala sur quinze jours, pour approximativement deux cents kilomètres parcourus.
La voie terrestre par le sud de la Gaule est la seule possible pour conduire plusieurs dizaines de milliers d'hommes d'Espagne en Italie. De surcroît, Hannibal espère trouver des alliés parmi les tribus gauloises de Gaule cisalpine, en arrivant dans un territoire mal contrôlé par les Romains. Après avoir traversé le Languedoc et passé le Rhône, Hannibal évite d'affronter l'armée de Scipion débarquée dans les bouches orientales du Rhône et conduit ses troupes à travers les Alpes en dix jours d'approche, neuf jours de montée au milieu de tribus hostiles, deux jours de regroupement au col et quatre jours de descente en se taillant un chemin dans le versant, pour parvenir enfin dans la plaine du Pô. Quoique difficile, le franchissement des Alpes par une armée n'est pas exceptionnel dans l'Antiquité. C'est la figure de son chef de guerre Hannibal et la présence des éléphants qui lui donnent un relief unique et ont contribué à sa célébrité.
L’itinéraire emprunté par Hannibal, déjà objet de thèses concurrentes dans l'Antiquité, reste toujours sujet à polémiques. Toutes les hypothèses avancées depuis l'époque de la Renaissance, souvent par des spécialistes, comme par des auteurs plus imaginatifs, sont fondées sur l’interprétation des textes de Polybe, volontairement vague, et de Tite-Live, qui tantôt s'appuie sur Polybe, tantôt en diverge, tandis que l'archéologie n'a pas apporté d'éléments probants. Près d’un millier d’ouvrages ont été déjà écrits sur le sujet. Encore actuellement, et quoique le passage par le Rhône et le col du Grand-Saint-Bernard ne soit plus envisagé, plusieurs théories s'affrontent, entre un passage par la Tarentaise et le col du Petit-Saint-Bernard, ou par les cols unissant la vallée de la Maurienne et le val de Suse (comme le col Clapier ou Savine-Coche), voire des passages méridionaux empruntant la Durance ou l'Ubaye ou le Guil. Les reconstitutions réalisées au XXe siècle avec quelques éléphants sont davantage des exploits médiatiques et sportifs que des arguments en faveur d'un itinéraire. Pour Colette Jourdain-Annequin, « l'historien doit se résoudre au doute méthodique et reconnaître qu'il ne peut offrir aucune preuve donc aucune certitude ».

## Sources antiques

### Les contemporains d’Hannibal
Plusieurs historiens ont été des contemporains de la deuxième guerre punique. Certains, qui ont suivi le point de vue carthaginois, comme l’historien Sosylos de Lacédémone, qui se vante d’avoir enseigné le grec à Hannibal, et Silenos de Kalé Akté, que Cicéron considère comme un spécialiste d’Hannibal, semblent avoir accompagné Hannibal dans son périple guerrier. D’autres auteurs également pro-carthaginois ne sont connus que par leur nom : Chairéas et Eumachos de Naples. Tous sont décriés par Polybe en particulier pour ce qui concerne la traversée des Alpes, et aucun de leurs écrits ne nous est parvenu.
Des Romains qui ont combattu durant la deuxième guerre punique ont également rédigé des ouvrages historiques à ce sujet : Fabius Pictor, Quintus Claudius Quadrigarius, Gaius Acilius, Lucius Cincius Alimentus (prisonnier d’Hannibal plusieurs années) et Caton l'Ancien. Là encore, leurs écrits sont perdus et ne sont connus que par quelques citations d’historiens postérieurs, comme Coelius, dont l’histoire, perdue elle aussi, puise chez Silenos et chez Caton, et qui est une des sources de Tite-Live.

### Polybe

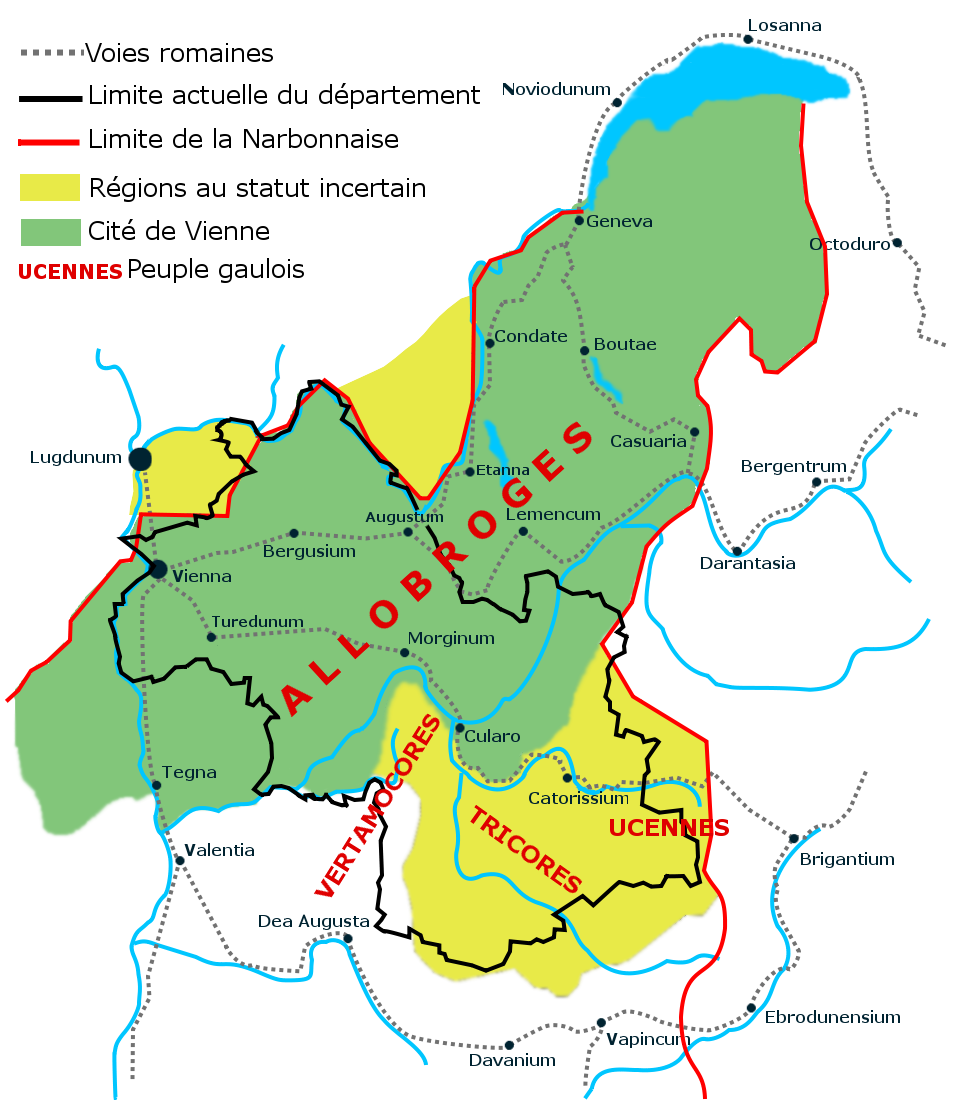
Territoire des Allobroges et des Tricores.

Otage grec vivant à Rome à partir de 168 av. J.-C. et ami des Scipions, Polybe est l’auteur d’une Histoire de la République romaine qui couvre la deuxième guerre punique dans son livre III, et le passage des Alpes dans les chapitres 10 à 12. Il se pose en historien objectif, qui analyse et trie ses sources. Il rejette donc les exagérations des ouvrages antérieurs qui présentent les Alpes comme un obstacle infranchissable et leur passage comme l’exploit d’un nouvel Hercule, aidé par des interventions divines. Polybe affirme avoir rencontré des témoins gaulois et carthaginois ayant connu Hannibal ; il s’appuie sur les récits de Sosylos de Lacédémone et Silenos de Kalé Akté, tout en les dénigrant, et dit avoir parcouru (en partant d’Italie) l’itinéraire suivi par Hannibal. Malheureusement pour les historiens modernes, il dit se refuser à alourdir sa narration de détails et de noms géographiques que ses lecteurs ne pourraient pas situer. Son récit est donc relativement imprécis, et ne nomme que deux repères géographiques au départ de la traversée : Hannibal passe par le territoire des Allobroges, domaine assez vaste des Alpes du Nord. Le point de départ est le confluent du Rhône et d’une rivière que Polybe nomme « Skaras » ou « Skaros », et que les traducteurs identifient comme étant l’Isère. Au confluent, les deux cours d’eau sont parallèles et entourent une bande de terre nommée « île » avant de se rejoindre.
Polybe donne une autre information géographique majeure, le point d’arrivée de l’expédition : « lorsqu'il (Hannibal) planta ses étendards dans les plaines du Pô et parmi les Insubres » et « Hannibal, arrivé dans l’Italie avec l’armée que nous avons vue plus haut, campa au pied des Alpes, pour donner quelque repos à ses troupes [...] il tâcha d’abord d’engager les Taurins, peuples situés au pied des Alpes. ». Ces deux peuples sont alors voisins et en conflit. La capitale des Taurins, « Taurasia » selon Appien, qui est le seul historien à la nommer, est détruite par Hannibal. Elle est identifiée à l’actuelle Turin, refondée deux siècles plus tard par les Romains.
Enfin, Polybe précise les distances parcourues par Hannibal lors de son périple. Quoiqu'il les exprime en les approximant par multiples de deux cents stades, les chercheurs les convertissent au kilomètre près : 1 600 stades soit 296 km de Empúries jusqu'au franchissement du Rhône, 1 400 stades soit 259 km du Rhône au pied des Alpes et 1 200 stades soit 222 kilomètres des hauteurs des Alpes à la plaine d'Italie.

### Tite-Live
Tite-Live écrit son Histoire romaine sous Auguste, soit un siècle après Polybe. Son inspiration est essentiellement livresque, donc plus éloignée de la géographie. Il s’inspire largement de Polybe et de Posidonios d’Apamée. Comme Polybe, Tite-Live critique les historiens précédents, qui affirment une traversée dans les Alpes du Nord par les Alpes pennines, qui aboutit chez les Salasses et les Liburniens, et non chez les Taurins. Il rejette aussi Coelius, qui fait passer Hannibal par l'Iugum Cremonis. Cet Iugum Cremonis est une indication impossible à identifier, les toponymes modernes qui s'en approchent ne correspondent pas à un col qui mène directement en Italie, qu'il s'agisse du col de Grimone entre les vallées de la Drôme et de la Durance, du mont Crammont proche du col du Petit-Saint-Bernard ou du mont Grammont dans le Chablais valaisan.
Tite-Live narre la traversée des Alpes dans les chapitres 30 à 38 de son livre XXI. Son récit, plus long et romancé que celui de Polybe, en reprend la plupart des éléments : ainsi le départ se fait depuis un confluent du Rhône et d’une rivière qui entourent un terrain nommé « île », près des territoires des Allobroges. Mais les manuscrits qui ont servi à établir le texte de Tite-Live donnent plusieurs variantes pour le nom de cette rivière : « Arar », « Ibi Arar », « Saras », « Bissaras », « Ibsara », transcrit en « Ibi Isara » par le philologue du XVIIe siècle Philip Cluwer, terme connu des Romains et correspondant à l'Isère comme le « Skaras » de Polybe,.
La suite de Tite-Live donne d’autres précisions géographiques, qui sont absentes chez Polybe et qui sont particulièrement problématiques : après avoir reçu du ravitaillement de la part des Allobroges, « [Hannibal] se détourna vers la gauche vers le pays des Tricastins, puis suivant la lisière des pays des Voconces, il arriva sur le territoire des Trigoriens, sans rencontrer d’obstacle jusqu’à la Druentia. » Selon Serge Lancel, Tite-Live mélange au moins deux sources décrivant des itinéraires différents, ou peut-être a-t-il en tête la traversée des Alpes au plus court effectuée par Jules César en 58 av. J.-C. par le col de Montgenèvre.
Pour comprendre le « vers la gauche », il faut admettre qu'Hannibal fasse demi-tour et longe le Rhône en direction du Sud, puis bifurque à gauche, donc vers l’Est. Tite-Live décrit la Druentia comme une rivière difficile à traverser, non navigable, coulant en de nombreux bras entre roches et graviers, offrant partout des gués instables et des tourbillons, caractéristiques qui correspondent au lit moyen de la Durance. Cette indication est exploitée par les auteurs modernes qui proposent un itinéraire par les Alpes du Sud, ou est constatée comme l'écho de deux traditions inconciliables, l'une de la voie depuis l'Isère, l'autre depuis la Durance.

### Les auteurs postérieurs

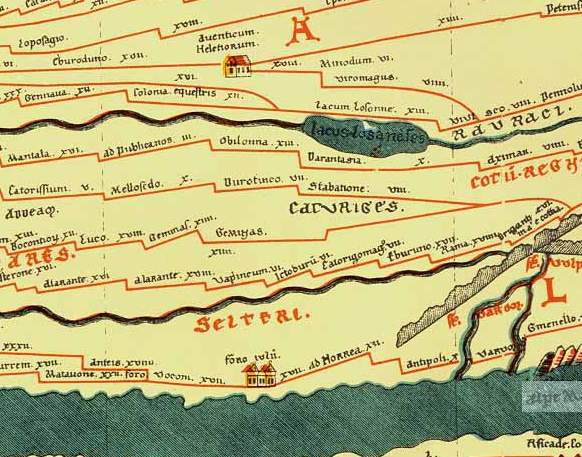
Détail de la table de Peutinger, itinéraires dans les Alpes occidentales.

Parmi les écrivains postérieurs à Tite-Live, Silius Italicus consacre au passage des Alpes une importante partie du livre 3 de son épopée. Il reprend les indications géographiques de Tite-Live : « l'armée s'avance par le pays des Tricastins, et se porte par des chemins plus faciles dans les champs des Voconces. Là, des troncs d'arbres et des débris de roches attestent la fureur de la Durance », et il décrit la descente éprouvante à travers la neige et la glace. Les autres auteurs sont brefs ou lacunaires sur cet épisode : Cornelius Nepos et Appien mentionnent brièvement le passage. Dion Cassius n'a laissé que des fragments où manque la traversée des Alpes. Plus tardifs, Aurelius Victor, Orose disent sans plus de détails qu'Hannibal s'est frayé une route à travers les Alpes, tandis qu'Ammien Marcellin condense dans un texte confus l'approche par les Alpes pennines, le trajet partant des Tricastins puis longeant le territoire des Voconces, l'ouverture d'un passage en entamant la roche, puis la traversée de la Durance pour atteindre l'Étrurie,.
Les auteurs polygraphes ne sont pas en reste : le géographe Strabon note que Polybe compte quatre cols à travers les Alpes, le premier près de la mer Tyrrhénienne, le suivant « chez les Taurins, qui est celui que franchit Hannibal ». Varron, cité par l'auteur tardif Servius, liste le col d'Hannibal entre celui des Ligures et celui que Pompée a franchi pour aller en Espagne. De son côté, Pline l'Ancien affirme qu'Hannibal est passé par les Alpes pennines, c'est-à-dire par le côté suisse, point auparavant réfuté par Tite-Live.
Face à des thèses contradictoires, le satiriste Juvénal peut ironiser : « Va insensé, cours à travers les Alpes escarpées, pour finalement amuser des écoliers et devenir un sujet de déclamation, ».
Un autre document d'origine antique intéresse les spécialistes : la table de Peutinger, carte des routes principales dites « routes prétoriennes » de l'Empire romain. Le feuillet des routes alpines pourrait être une copie de carte datant du IIe siècle. Il y figure des lieux d'étapes et des distances exprimées en milles romains du côté italien ou en lieues gauloises. L'étude de ce document renseigne sur les grands itinéraires en usage sous l'Empire, que les chercheurs supposent avoir été conçus sur des chemins plus anciens, existants à l'époque gauloise.

## Études modernes

### Profusion d'ouvrages
Presque oubliée au Moyen Âge, la question de l’itinéraire d’Hannibal à travers les Alpes est reprise par les érudits à partir du XVIe siècle, avec la redécouverte des textes de Tite-Live, et à l’occasion des guerres d'Italie, qui voient les armées de Charles VIII et François Ier répéter l’exploit antique. Dans une inflation d’ouvrages (plus de trois cents recensés en 1902, plus de huit cents en 2001), presque tous les passages entre le col du Simplon et le col de Tende ont été proposés. Du XVIe au XVIIIe siècle, sont principalement en faveur le col du Grand-Saint-Bernard, celui du Mont-Cenis ou encore celui du Montgenèvre. Puis ce fut le tour du col du Petit-Saint-Bernard, et enfin à partir de la fin du XIXe siècle et courant du XXe siècle, les chercheurs privilégient deux cols dans le secteur du Mont Cenis, le col Clapier, proposé par Jean-Baptiste Perrin, et le col de Savine-Coche, cité pour la première fois en 1956 par Marc-Antoine de Lavis-Trafford. Au début du XXIe siècle, le web a pris le relais dans la quête d’une hypothétique réponse avec de nombreux sites dédiés,,.
Pour l'historien Serge Lancel, « parcourir les Alpes avec son Tite-Live et son Polybe à la main est une entreprise plus chimérique que de prétendre trouver le vrai site d'Alésia en cherchant à faire coïncider le texte de César avec une carte d'état-major ». Si certains auteurs estimaient chacun avoir résolu la question de façon définitive par leurs déductions à partir  soit de Polybe, soit de Tite-Live, soit en tentant de les concilier à tout prix, les auteurs plus récents sont moins catégoriques et plus prudents et élargissent le champ d’étude à la recherche topographique de terrain.
La présence des érudits sur le terrain et la publication de leurs ouvrages, ou même l'enseignement à l'école, ont influencé ou suscité des traditions locales orales, comme le rapporte le conservateur du musée dauphinois qui a rencontré dans les années 1950 un habitant du village de Rochebrune près de Gap. Ce dernier lui a raconté que Hannibal était passé par son village. Cet effet est à l'origine de nombreuses dénominations locales : « échelle d'Hannibal », « fontaine d'Hannibal », « passe d'Hannibal », « mur d'Hannibal », « tour d'Hannibal » et « rocher d'Hannibal », dispersées un peu partout dans les Alpes et sans valeur historique.

### Recherches d’éléments archéologiques
Les gravures rupestres présentes autour du massif du Mont-Cenis, dans la Maurienne du côté français, ou dans le val de Suse ou la Valcenischia du côté italien ont été étudiées, mais la recherche d'éventuelles traces iconographiques du passage d'Hannibal dans les Alpes n'a pas donné d'élément probant. Des gravures de personnages armés ont été trouvés dans le val de Suse et sur le site de Alpe Carolei dans la Valcenischia, mais leur datation probable s'étale du VIe au IIe siècle av. J.-C., et les armements représentés sont trop généraux (épées, boucliers, lances) ou trop typés (haches en demi-lune) pour être rapprochés de façon probante de ceux de l'armée d'Hannibal. Ces gravures témoignent plutôt du caractère guerrier des populations antiques locales.
Les rares représentations d'éléphants découvertes dans les Alpes franco-italiennes sont associées à des datations incompatibles avec le IIIe siècle av. J.-C. : une gravure d'éléphant sur une roche dans la zone du val Camonica a été exécutée durant la période historique, peut-être au XVIe siècle. Une autre représentation dans la « grotte de l'éléphant » dans les gorges du Toulourenc (Drôme) est couverte d'un voile de calcite, et est très ancienne, probablement du paléolithique.
Une découverte fortuite a été faite durant l'été 1944 dans un terrain marécageux près de Sestrières, dans la vallée de Suse en Italie. Le creusement d'une tranchée par des résistants italiens a mis au jour divers objets, dont des torques celtes, probablement de l'âge du fer, et une surprenante défense d'éléphant. La période de conflit rendait impossible des recherches archéologiques, et les objets ont été dispersés, seul leur dessin a subsisté, et le lieu de la découverte a été remblayé après la guerre. La trouvaille d'une défense d'éléphant a excité l'esprit des découvreurs, mais sa provenance peut avoir plusieurs origines ; elle peut avoir été rapportée par des mercenaires celtes engagés à Carthage ou dans les royaumes hellénistiques. Sa disparition interdit toute étude sérieuse.
Certains chercheurs récents affirment avoir relevé des traces archéologiques du passage de l'armée d'Hannibal. Ainsi, Aimé Bocquet fait un rapprochement entre les plus anciennes monnaies allobroges ornées d'une tête de cheval, datées de 130/120 av. J.-C., et un modèle de monnaie punique de Sicile en usage vers 300 av. J.-C., portant également un profil de cheval. Il interprète cette similitude comme l'imitation de monnaies laissées par les soldats d'Hannibal, et y voit « la preuve évidente de la profonde et durable empreinte laissée dans les esprits ». Dans le même type de rapprochement, Geoffroy de Galbert affirme que les deux tombes de chefs celtes de la période de la Tène II et les quatre grands foyers d'incinération, découverts en 1910, sont les témoins de combats qui les auraient opposés à Hannibal à la combe de Voreppe.

## Récit de la traversée

### Approche et montée des Alpes

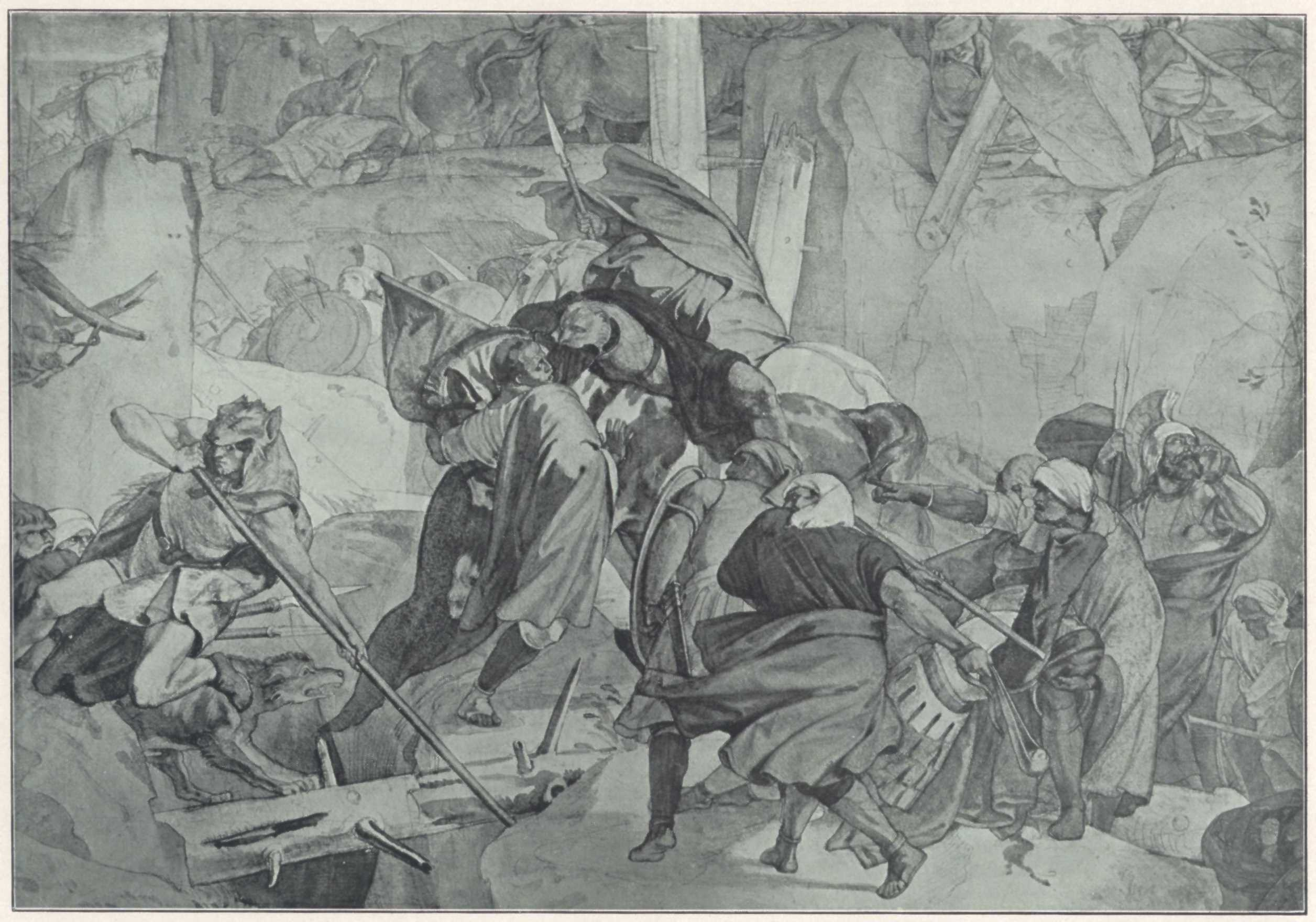
Embuscade dans un défilé (dessin d'Alfred Rethel, 1907).

Après la traversée du Rhône, un chef gaulois venu de Transalpine, un Boïen nommé Magilos par Polybe, ou Magalus par Tite-Live, offre ses services pour guider Hannibal jusqu'en Italie.
Polybe et Tite-Live s’accordent sur l’aide initiale qu’apportent les Allobroges, qui fournissent des vivres et des vêtements chauds à la troupe d’Hannibal. En revanche, ils divergent sur la direction prise : selon Polybe, Hannibal suit pendant dix jours un cours d'eau — dont le nom n'est pas précisé —, parcourant sans encombre et sur un terrain plat une distance de huit cents stades, ce qui correspond à environ 150 kilomètres,, tandis que selon Tite-Live, Hannibal se dirige vers la Durance.
Les historiens adeptes de la version de Polybe considèrent que le cours d'eau évoqué est l'Isère et sont confrontés à un choix supplémentaire pour proposer leur itinéraire : sur quelle rive la troupe chemine-t-elle, dans l’hypothèse où elle veut éviter tout franchissement de rivière, malaisé voire périlleux ? Chaque voie a ses passages difficiles : la rive gauche présente un passage étroit au Bec de l'Échaillon, extrémité nord du Vercors en face de Voreppe, puis fait traverser le Drac, petit affluent de l’Isère. Remonter la rive droite impose de traverser l’Isère, et de passer le resserrement de l’Isère contre la Chartreuse, dans le site de Cularo, la future Grenoble.
Après la progression en terrain plat, Polybe et Tite-Live s’accordent sur les premières difficultés et les accrochages avec des populations hostiles : Hannibal commence la montée des Alpes dans des secteurs plus encaissées, son armée s’étire en longueur, dans les passages escarpés des bêtes de charge et des chevaux sont parfois victimes de chutes collectives. La colonne est alors harcelée à plusieurs reprises par les indigènes embusqués sur les hauteurs et essuie des pertes importantes. Hannibal parvient à prendre à revers les assaillants en envoyant de nuit des détachements se poster sur les hauteurs. Puis, en représailles, il pille une cité désertée par ses habitants, s'empare de tout le ravitaillement et des bêtes de charge. Il y campe pendant une journée pour reposer ses troupes.
De nombreux chercheurs ont proposé leur identification de ces lieux d'embuscade, parmi lesquels : le col du Chat pour Mommsen, la cluse de Voreppe à l'angle sud-ouest de la Chartreuse pour Geoffroy de Galbert, le bec d’Aiton à l’entrée de la vallée de l’Arc pour Camille Jullian ou un peu plus en amont de l’Arc, à Aiguebelle ou encore, au prix d’itinéraires détournés, les gorges de la Bourne à travers le massif du Vercors selon Lazenby, ou l'étroite vallée de l'Hyères, connue sous le nom de val de Couz, entre Vimines et Saint-Cassin à l’entrée du bassin de Chambéry selon Aimé Bocquet.

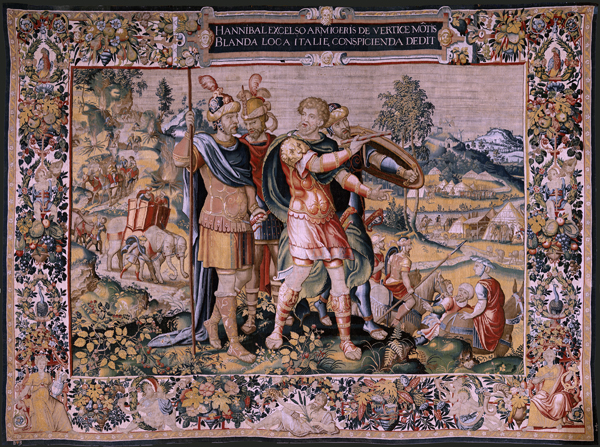
Hannibal montrant les plaines d'Italie à ses soldats, tapisserie flamande anonyme, cathédrale de Zamora, v. 1570.

Des émissaires gaulois viennent parlementer et proposent leur aide à Hannibal, qui accepte de suivre leurs guides. Par prudence, il organise la marche de son armée en colonne défensive, avec sa cavalerie en tête, suivi des éléphants et des transports, et les fantassins lourds en arrière-garde. Cette disposition le sauve du désastre lorsque ces guides le mènent dans un passage entouré de falaises où il est assailli. Coupé de son avant-garde et de ses bagages pendant une nuit qu'il passe à l'abri d'un rocher blanc, Hannibal finit par repousser les attaques, au prix de nouvelles pertes en hommes et en montures.
Là encore, diverses localisations de cette embuscade sont proposées selon l'itinéraire supposé : la haute vallée de l’Arc pour Serge Lancel, l’étroit du Siaix creusé dans la vallée de la Tarentaise par l'Isère selon Aimé Bocquet. Et le rocher blanc est identifié un peu partout : marbres de Villette près d'Aime, gypses de Villarodin en Maurienne, roches au col de la Traversette, etc.
Les attaques se font plus rares à la fin de la montée, et ne visent que les traînards isolés. Le col aux sommets enneigés est atteint au neuvième jour de montée, au début du coucher des Pléiades, événement astronomique qui se produit au début du mois de novembre. Hannibal stationne deux jours en ce point pour regrouper les traînards et les bêtes égarées avant d’entamer la descente.
Ici Polybe et Tite-Live placent une scène renommée, quasi théâtrale, que de nombreux chercheurs considèrent comme un indice déterminant pour l’identification du col, tandis que d'autres n'y voient qu'une mise en scène littéraire : s’avançant sur un piton qui domine le versant italien, Hannibal ranime le moral de ses soldats épuisés en leur montrant la plaine du Pô qui s’étale sous leurs yeux et où les attendent des populations accueillantes.

### Descente du col
Les péripéties de la descente faites par Polybe et par Tite-Live coïncident à tel point que certains présument que Tite-Live a pratiquement copié Polybe, ou que tous deux ont compilé un même auteur, qui selon Serge Lancel serait Silenos, compagnon d’Hannibal et témoin oculaire de la traversée des Alpes, source directe de Polybe, et indirecte de Tite-Live par l’intermédiaire de Coelius, ou bien Fabius Pictor.

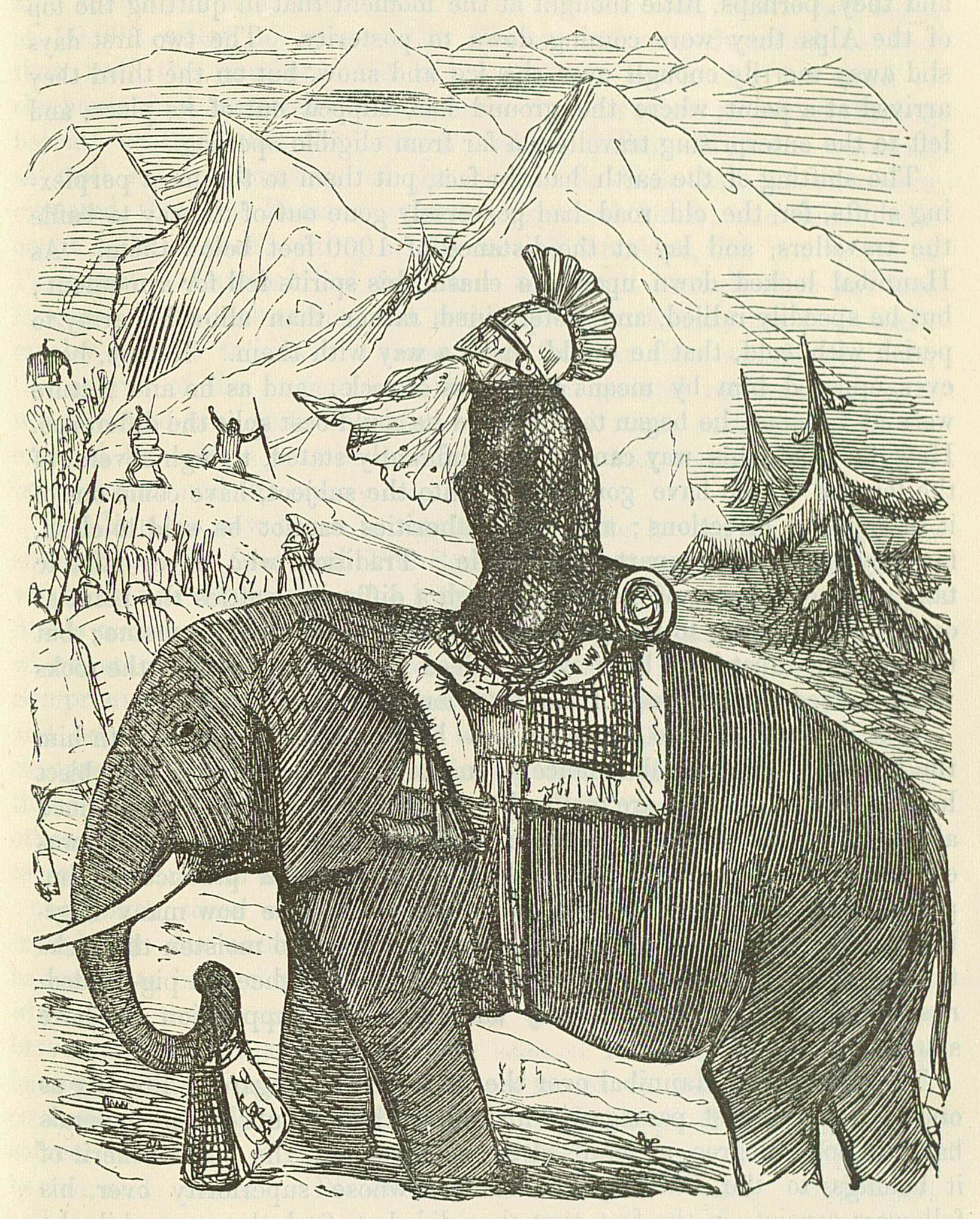
Hannibal crossing the Alps, dessin humoristique de John Leech, 1850.

Le versant italien offre un trajet plus court mais plus raide que le côté gaulois. Bientôt un obstacle bloque l’avance : un tronçon de la voie est coupé par un éboulement, seuls quelques fantassins parviennent à avancer en se cramponnant à la végétation. Une tentative de contournement par une zone de névés se révèle vite impraticable : la neige fraîche déposée par-dessus la neige glacée de l’année précédente se transforme rapidement sous les piétinements en une gadoue glissante, des chutes collectives entraînent hommes et bêtes. Après une nuit de bivouac, des hommes entreprennent de reconstituer le chemin détruit par l’éboulement.
À l’inverse de Polybe, Tite-Live donne des détails techniques précis, repris plus tard par Silius Italicus, Appien et Ammien Marcellin, et qui ont suscité des problèmes de compréhension : Tite-Live indique que la roche est attaquée par le feu de troncs d’arbres énormes et arrosée de vinaigre. L’anecdote a été discutée et même qualifiée de légendaire, tant pour la dissolution de la roche par du vinaigre que pour ces troncs énormes pris on ne sait où dans un environnement dénudé. De surcroît, certains traducteurs, dont Paul Jal, ont noté la difficulté de compréhension de plusieurs mots employés par Tite-Live : le mot rupis pour désigner la roche correspondrait plutôt à une plaque rocheuse en plan inclinée qu’à une paroi verticale, et non à l’énorme rocher décrit par Ammien Marcellin ; le mot putrefactio employé pour qualifier l’action du vinaigre sur la roche est parfois traduit par « dissolution », ce qui semble absurde. Néanmoins, ces points ont reçu des explications. Le vinaigre fait partie de l’approvisionnement courant des armées antiques, sa présence ne doit pas surprendre. Son épandage sur une roche brulante est un procédé de fragmentation par choc thermique, décrit par Pline, le vinaigre étant réputé être un liquide de nature froide. Enfin, l’utilisation d’arbres pour le feu donne une indication altimétrique : l’obstacle à franchir devant être dans l’étage alpin, un peu au-dessus de la limite des arbres.
Après un jour d'efforts, le passage devient suffisant pour les chevaux et les mulets que l’on parque dans un alpage en contrebas. Trois jours de plus rendent le chemin praticable par les éléphants, et le reste de la troupe achève la descente. En tout, la traversée avait demandé quinze jours, au prix de lourdes pertes : selon Polybe, Hannibal avait traversé le Rhône avec 38 000 hommes de pied et plus de 8 000 chevaux, il ne lui restait en arrivant au pied des Alpes que 20 000 hommes (12 000 Africains et 8 000 Espagnols d'infanterie) et 6 000 chevaux. Il faut ajouter la perte de nombreuses bêtes de somme, avec les bagages et les approvisionnements qu’elles portaient. Mais Hannibal a réussi à surprendre les Romains par son irruption dans la Gaule cisalpine. Enfin, il est parvenu à faire franchir les Alpes par un groupe d’éléphants, qui n'ont joué un rôle qu’à la bataille de la Trébie, pour périr ensuite durant l'hiver.

## Propositions d'itinéraires

### De nombreuses possibilités
Les chercheurs d'itinéraires ne disposent que de peu d'éléments certains : Hannibal part du cours du Rhône, à quatre jours de marche du lieu où il l'a franchi, lieu indéterminé et objet de diverses propositions (cf. Bataille du Rhône sur ce sujet). Il a eu des pourparlers avec les Allobroges, dans un emplacement dénommé « île », à la localisation controversée. Après environ un mois de marche, il parvient en Italie dans le territoire des Taurins, situé aux environs de Turin, ou celui des Insubres puis des Taurins. La géographie des Alpes est riche en possibilités d'itinéraire : partant du Rhône, les voies de pénétration des Préalpes sont essentiellement le cours de l'Isère, de la Drôme ou de la Durance, mais la Durance est exclue, car dangereusement proche de la zone d'influence de Massalia, alliée de Rome. Le franchissement des Alpes proprement dites peut se faire par la Tarentaise (haute vallée de l'Isère), par la Maurienne (vallée de l'Arc, affluent de l'Isère), ou plus au sud par le Queyras (haute vallée de la Durance et Guil) ou la vallée de l'Ubaye. Pour basculer du côté italien, chaque vallée offre un ou plusieurs cols possibles.
Pour les chercheurs qui suivent Polybe et Tite-Live à la lettre, une des caractéristiques majeures du col par lequel Hannibal aurait franchi les Alpes est la vue que l’on a depuis un promontoire sur la plaine du Pô, ce qui n'est possible que pour un nombre très restreint de cas. En revanche, d'autres chercheurs contestent la portée de cette scène. L’usage habituel des historiens antiques étant d’imaginer des discours vraisemblables placés dans la bouche des personnages historiques, il n’y aurait guère de raisons de croire à l’authenticité absolue de cette scène, et au geste d’orateur qui l’accompagne. Dès lors qu’il est possible que la scène relatée soit la figure de rhétorique du général qui exhorte sa troupe, un topos des récits antiques, ce critère de comparaison des divers chemins envisageables ne peut emporter de décision définitive.

### Haut Rhône et col du Grand-Saint-Bernard

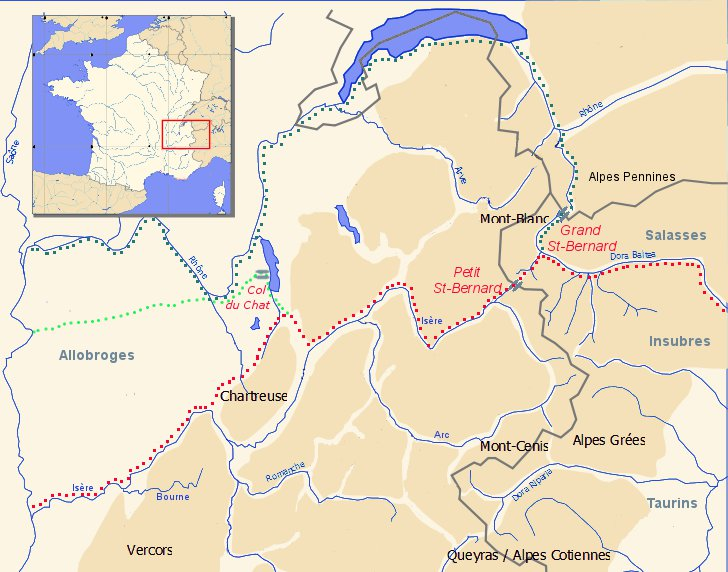
Quelques trajets par le col du Grand-Saint-Bernard, ou par le col du Petit-Saint-Bernard.
Vert : hypothèse de Mommsen.
Rouge : hypothèse de Bocquet.

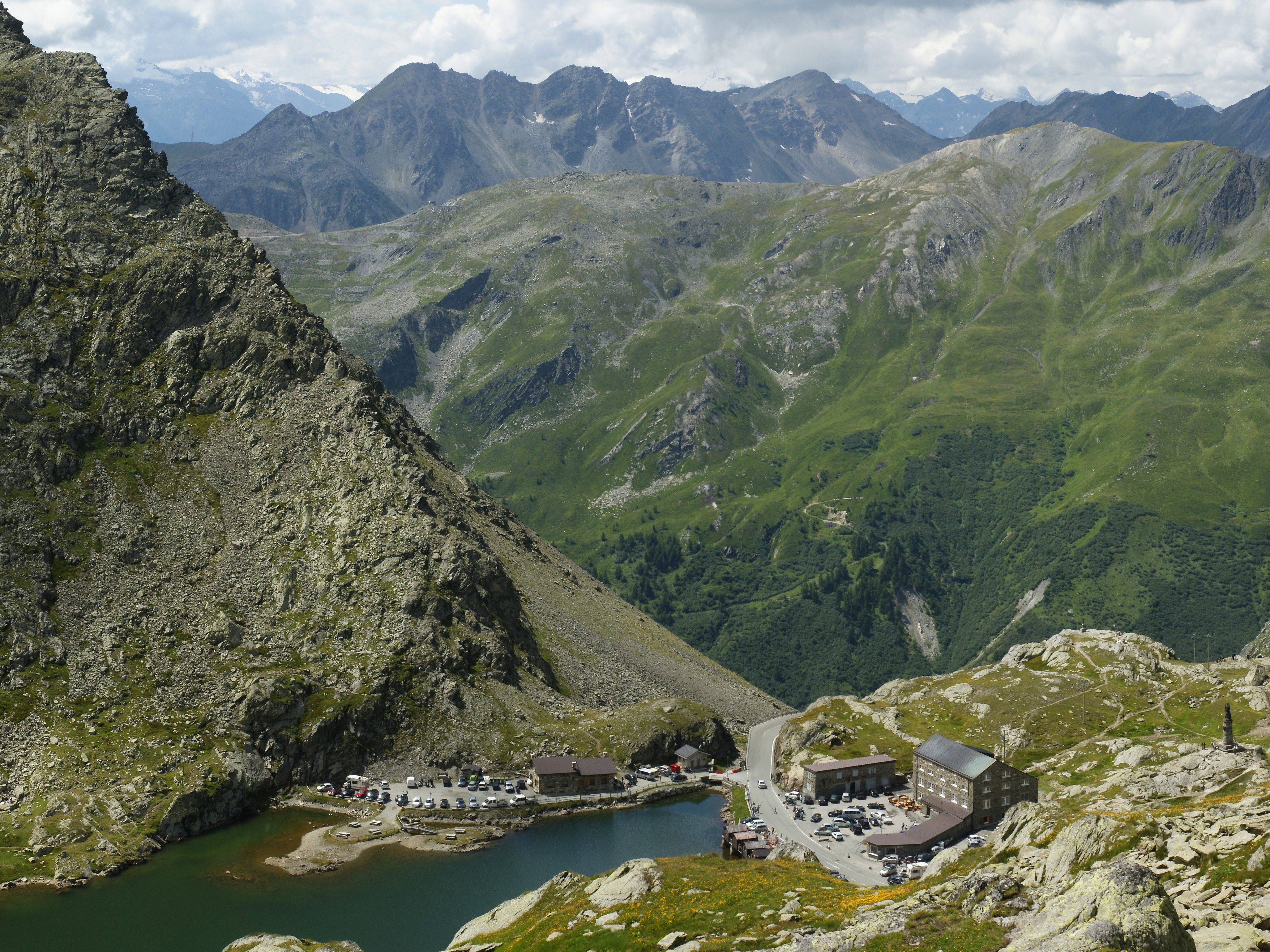
Col du Grand-Saint-Bernard, descente vers l'Italie.

En remontant le haut Rhône et en passant par le col du Grand-Saint-Bernard, on franchit les Alpes pennines, les « Alpes poeninae » des Romains. L’écrivain romain Coelius Antipater, cité par Tite-Live, a fait le rapprochement entre ce nom et l'adjectif poenus qui veut dire punique, et considère que l'appellation dérive du passage d'Hannibal. Tite-Live critique cette étymologie, et donne comme argument que les tribus locales, les Sédunes et les Véragres, rapportent que ce nom vient du dieu Poeninus adoré sur leurs sommets. Malgré Tite-Live, des écrivains postérieurs reprirent cette étymologie fantaisiste, tels Pline l'Ancien, Ammien Marcellin et Isidore de Séville.
Des chercheurs modernes ont fait dériver ce nom du gaulois « pennos », « tête, sommet, extrémité », qui aurait formé un nom de divinité : Penn. Toutefois, la prononciation de « poeninus » avec une diphtongue marquée « œ » empêche ce rapprochement. Deux inscriptions rupestres découvertes dans la commune de Carona près de Bergame et étudiées en 2008 par Filippo Motta confortent la thèse de Tite-Live faisant provenir l’appellation du nom d’une divinité locale : datables des IIIe – IIe siècles av. J.-C. et rédigées dans l'alphabet de Lugano employé par les Celtes de Gaule cisalpine, les inscriptions semblent être des dédicaces indigènes adressées à « poininos » et « poinunei ».
Tite-Live avance une seconde raison pour réfuter le passage par les Alpes pennines : venant de là, Hannibal serait arrivé dans le territoire des Salasses, et non chez les Taurins comme il est admis, dit-il, par tous les historiens.
Ce col impose le plus long des trajets parmi toutes les possibilités envisagées, il est incompatible avec les temps de marche de Polybe et sans correspondance avec les descriptions antiques, ce qui justifie sa défaveur actuelle.

### Remontée de l'Isère et col du Petit-Saint-Bernard

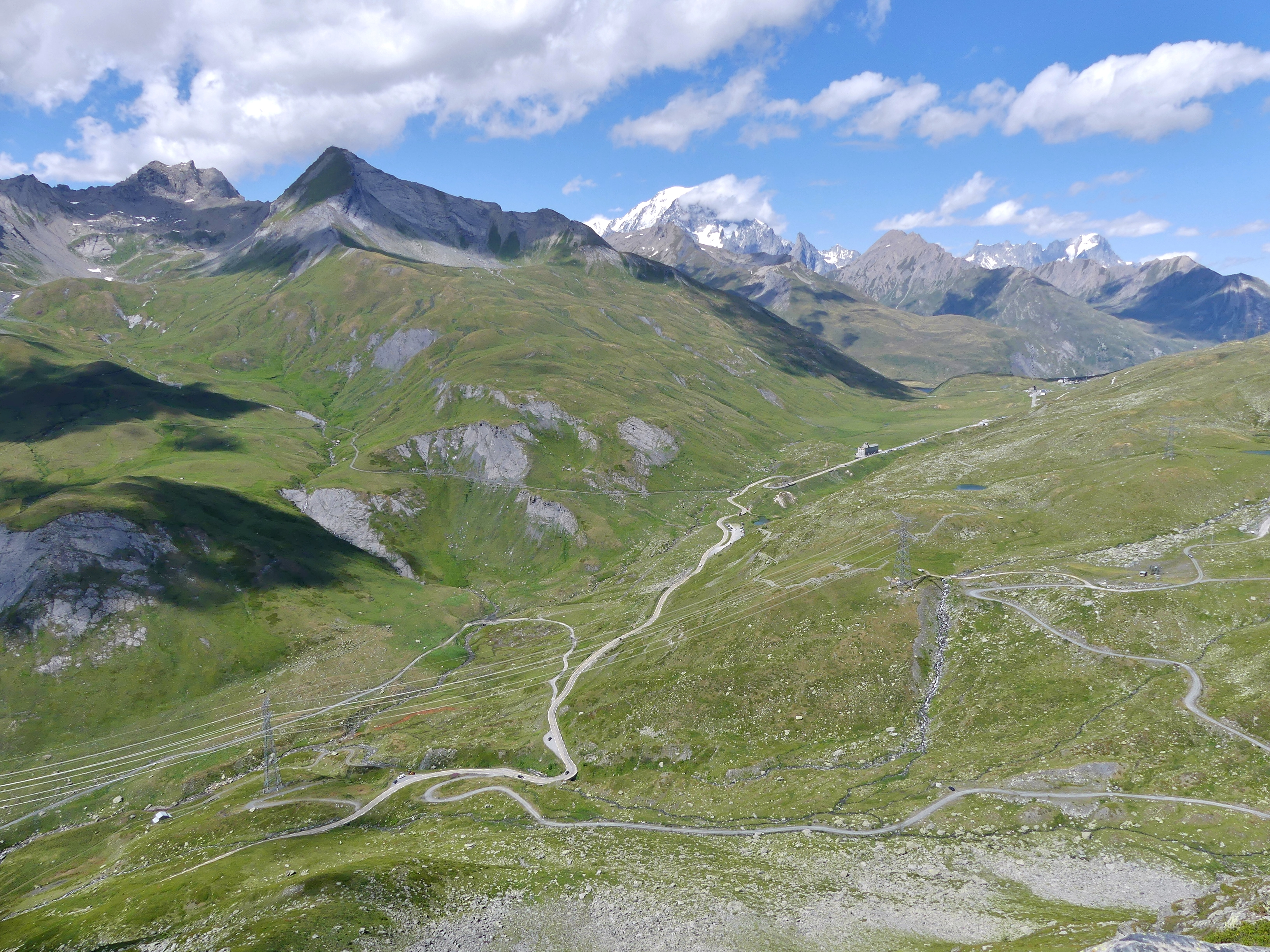
Col du Petit-Saint-Bernard, à 2188 m.

Le col du Petit-Saint-Bernard, un des passages les moins élevés de la région (2 188 m), fait partie depuis longtemps des favoris ; il a été retenu par des historiens comme l'Italien Ettore Pais, l'Américain W.W. Hyde, l'Allemand Theodor Mommsen, les Français Francis de Coninck, le géologue Jacques Debelmas et l'archéologue Aimé Bocquet. Parmi les arguments avancés, Mommsen et Bocquet soulignent l'opulence des régions allobroges traversées, utile pour le ravitaillement d'une armée en marche. L'enneigement hivernal du col, un des plus marqués dans les Alpes, et l'exposition nord/nord-est en ubac du versant italien, sont des éléments qui cadrent avec le récit de la descente au milieu des névés couverts de neige fraîche.
Le préhistorien Aimé Bocquet propose un itinéraire le long de l'Isère, avec un détour par le bassin de Chambéry, itinéraire dont il détaille les étapes jour par jour. Il rejette le récit de Tite-Live au profit de celui de Polybe et s’appuie aussi sur la Table de Peutinger, carte antique qui décrit un trajet à travers les Alpes grées depuis Aoste jusqu'aux cités de la vallée de l'Isère qui, selon Bocquet, devait emprunter un tracé plus ancien de l'époque celte et déjà praticable à l'époque d'Hannibal. De plus, Bocquet note que Polybe indique qu’« [Hannibal] planta ses étendards dans les plaines du Pô et parmi les Insubriens » avant d’attaquer les peuples de la région de l'actuelle Turin. Or, d'après Bocquet, Hannibal devait passer par le Petit-Saint-Bernard et arriver chez les Insubres, dans la Vallée d'Aoste, et non selon l'opinion répandue parvenir directement chez les Taurins, tribu hostile. Toutefois, selon Colette Jourdain-Annequin, le col du Petit-Saint-Bernard mène chez les Salasses et non les Insubres, et le texte de Polybe n'infirme en rien une arrivée chez les Taurins.

### Itinéraires par la vallée de l'Arc

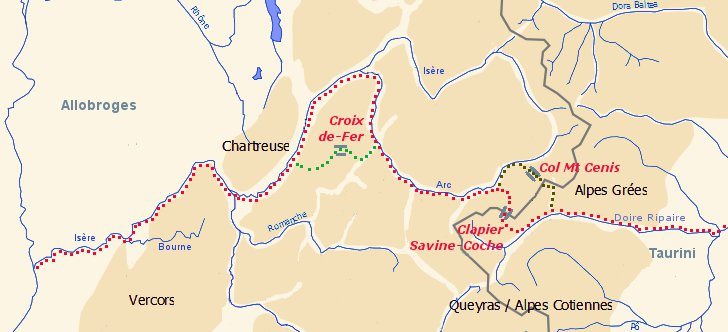
Trajets envisagés par l'Isère et la Maurienne.

Les partisans d'un itinéraire qui parvienne à la latitude de Turin ne font pas progresser Hannibal jusqu'au bout de la vallée de l'Isère et le font bifurquer vers la vallée de la Maurienne, pour remonter le cours de l'Arc. Une variante de cet itinéraire soutenue par Geoffroy de Galbert traverserait la chaîne de Belledonne au pas de Coche, franchirait le col de la Croix-de-Fer (2.065 mètres d´altitude) et rejoindrait la Maurienne à hauteur de l'actuel Saint-Jean-de-Maurienne. Ce raccourci de 20 kilomètres était pratiqué au Moyen Âge à travers une zone assez peuplée. Toutefois, objecte Lancel, le trajet au plus court en zone de montagne n'est pas forcément le meilleur, en raison de l'effort supplémentaire qu'il impose.
L'historien savoyard Jean Prieur voit un avantage à ce trajet détourné par la vallée de l'Arc : Hannibal évite les cols du Petit-Saint-Bernard et de Montgenèvre, connus de ses adversaires, et peut ainsi espérer les surprendre. Au fond de la Maurienne, trois cols sont envisagés par les chercheurs pour parvenir en Italie : le col du Mont-Cenis (2 083 m), le col du Petit Mont-Cenis (2 182 m) et le col Clapier (2 482 m selon la carte Michelin, 2 477 m selon la carte IGN), tous permettant d'arriver directement chez les Taurins par le val de Suse et le cours de la Doire ripaire.

#### Col du Mont-Cenis
La thèse du passage par le col du Mont-Cenis bénéficia au XIXe siècle de soutiens divers et prestigieux : de Saussure (1796), Napoléon Ier, Jean-Louis Larauza (1826), R. Ellis (1853), R. de Verneuil (1873), Camille Jullian (1926). Toutefois, comme il est peu fréquenté dans l'Antiquité et n'offre pas la vue sur la plaine du Pô mentionnée par Polybe et Tite-Live, il n'est plus considéré comme un bon candidat.

#### Col Clapier

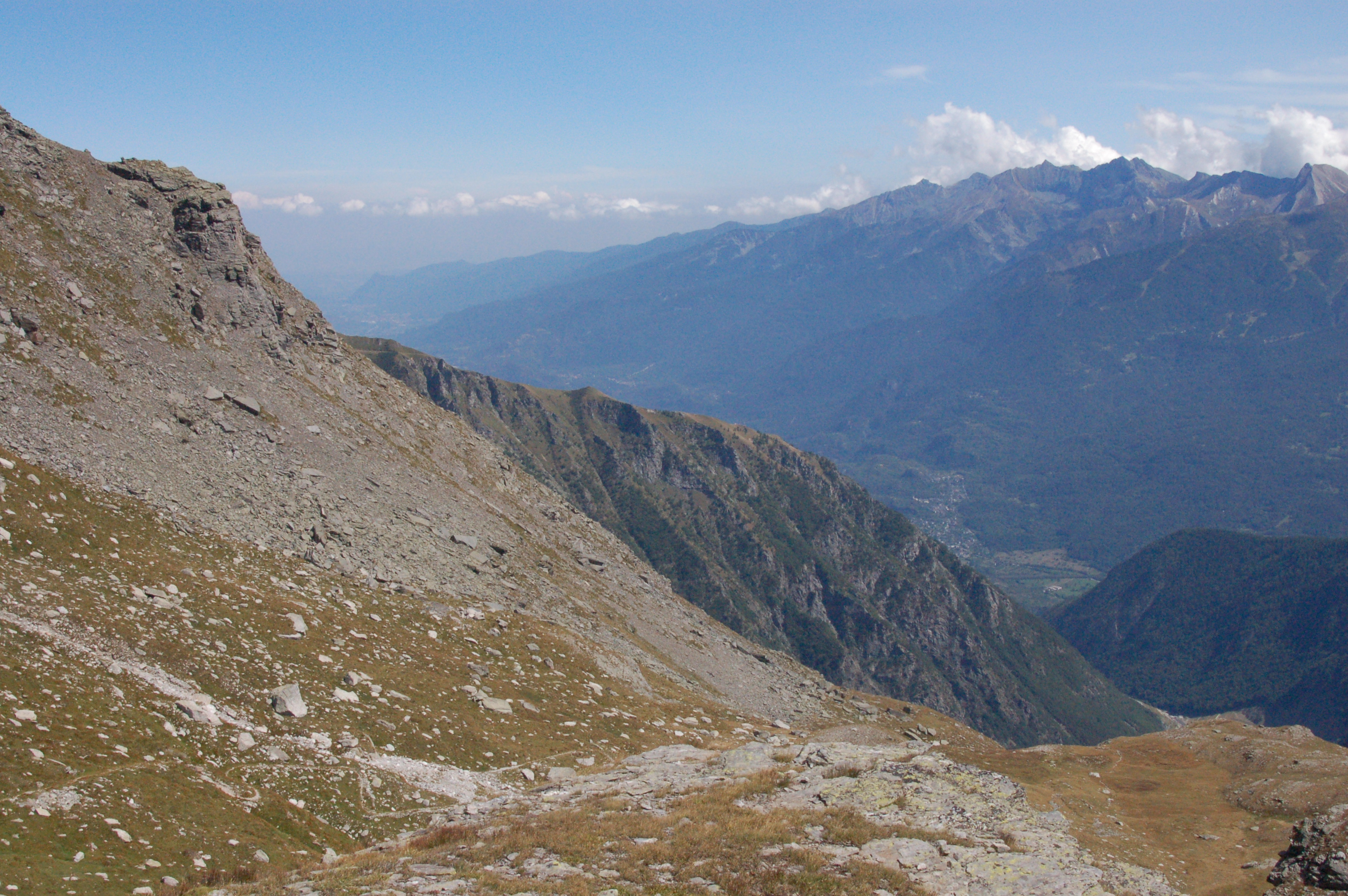
Col de Clapier (2477 m), vue sur la haute vallée de Suse.

Quoique le plus élevé des trois cols, le Clapier satisfait à une condition supplémentaire, offrir une vue sur la plaine du Pô depuis un promontoire à côté du col : dans les Alpes septentrionales, de Montgenèvre au Grand-Saint-Bernard, seul le col Clapier permettrait cette vue.
Aimé Bocquet, partisan du Petit-Saint-Bernard, conteste la validité de ce critère et de surcroît affirme que les brouillards qui s’élèvent souvent de la plaine du Pô empêchent de la voir. Pourtant, cette plaine a été vue et photographiée de nombreuses fois, un exemple figurant sur le site web de Patrick Hunt, professeur d’archéologie à l'université Stanford, consacré à ses recherches du col par lequel Hannibal serait passé en Italie ; ce dernier considère le Clapier comme le seul qui réponde parfaitement aux textes antiques.
Aimé Bocquet réfute également l’hypothèse du Clapier pour des raisons climatiques : le tracé passant dans une zone où, encore en 1860, un glacier s’étalait sur une grande largeur. Néanmoins, au début de la phase chaude de l’époque romaine, et en tenant compte qu'il s'y intercale des épisodes de refroidissement, la présence ou l'absence de ce glacier qui aurait empêché le passage des troupes est difficile à apprécier.
Néanmoins, depuis le colonel Perrin en 1883, de nombreux auteurs se rallient à cette thèse, notamment le colonel Paul Azan (1902), le capitaine Colin (1904), H. Ferrand (1908), Spenser Wilkinson (1911), Roger Dion (1962), le savant suisse Eduard Meyer (1958), Guy Barruol (1996), Denis Proctor (1971), F. W. Wallbank (1977), Werner Huß (1985) ou John Francis Lazenby (1998).

#### Col de Savine-Coche
Le docteur en médecine et archéologue amateur Marc-Antoine de Lavis-Trafford (1880-1960), installé à Bramans dans la Haute-Maurienne, a récapitulé en 1958 une série de caractéristiques du col franchi par Hannibal, extraites des textes de Polybe et de Tite-Live :
- comporter un emplacement assez vaste pour le campement d'une armée ;
- être sur le versant gaulois ;
- disposer d’un promontoire offrant un panorama sur la plaine du Pô ;
- présenter au début de la descente la trace d'un glissement de terrain ;
- être élevé et démuni de pâturages ;
- avoir une exposition permettant la conservation de névés durant l'été ;
- offrir plus bas des pâturages ensoleillés ;
- être à une distance permettant à une troupe fatiguée d’atteindre la plaine en trois jours ;
- aboutir au territoire des Taurins.

Seuls d'une part le col Clapier ou son voisin le col de Savine-Coche, entre la vallée de la Maurienne et le val de Suse, au sein du massif du Mont-Cenis, et d'autre part le col de la Traversette situé au nord du mont Viso et qui débouche sur la haute vallée du Pô satisfont à la majorité de ces critères,.
Marc-Antoine de Lavis-Trafford, après examen du terrain, propose le col de Savine-Coche, qui satisfait à plus de critères que le col Clapier : tous deux encadrent un promontoire d'où l'on aperçoit Turin et sont à proximité de la cuvette du lac de Savine, propice à l'établissement d'un camp. Mais Savine-Coche présente de surcroît un vaste névé à l'ombre, des éboulis et un peu plus bas un alpage où la troupe aurait pu souffler. Si Serge Lancel considère comme vaine une approche trop littéraliste sur l'ensemble du massif alpin, il admet les arguments de Lavis-Trafford comme satisfaisants pour départager les cols accessibles depuis la Maurienne, et abandonne donc la thèse du col Clapier au profit de Savine-Coche, suivi en 1964 par Eduard Meyer, anciennement partisan du col Clapier, en 1968 par Jean Prieur et par Geoffroy de Galbert en 2005.

### Itinéraires par la haute Durance

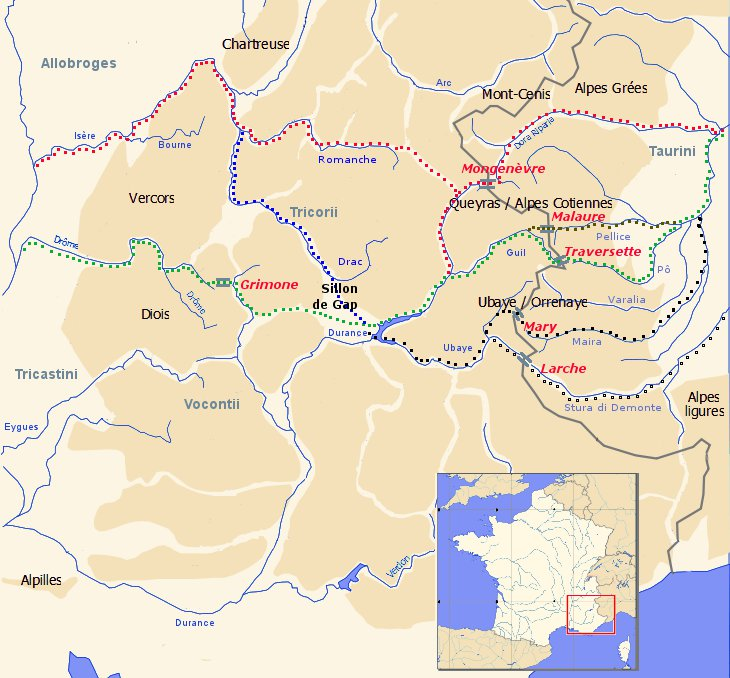
Hypothèses de trajet par la haute Durance ou l'Ubaye.

Les auteurs qui s'appuient sur les indications géographiques de Tite-Live proposent des itinéraires méridionaux, qui empruntent la Durance et la traversent, en un lieu impossible à localiser, car les gués possibles dans la haute Durance sont nombreux. De cette vallée, plusieurs cols sont accessibles, dont le col de Montgenèvre. Pour rallier la Durance au niveau du sillon de Gap, plusieurs voies sont envisagées : depuis l'Isère, si l'on part du territoire allobroge, et en la quittant pour remonter le Drac, ou bien depuis la Drôme, pour se conformer à la mention des Tricastins que fait Tite-Live, par ce qui devient à l'époque romaine la voie des Alpes.

#### Col de Montgenèvre
Le col de Montgenèvre permet de passer de la fin de la vallée de la Durance à celle de la Doire ripaire qui rejoint le Pô à Turin. Il a l'avantage d'être, avec une altitude de 1 850 mètres, l'un des cols les moins élevés des Alpes. Il est fréquenté depuis l'Antiquité, comme en témoignent les traces d'un oppidum sur le mont Quitaine au-dessus de la plaine qui s'étend au niveau du col.
Theodor Mommsen admet que l'accès depuis le Rhône et l'Isère par le col de Mongenèvre est le plus court, mais ne le retient pas en raison du passage par les vallées difficiles et peu fertiles du Drac et de la Romanche pour rejoindre la haute vallée de la Durance, qu'il estime non propices au ravitaillement de l'armée d'Hannibal au fur et à mesure de sa progression.
Le lieutenant-colonel Eugène Hennebert, dans sa Vie d'Hannibal, publiée en 1870 et rééditée récemment, envisage un passage par le col de Montgenèvre, en admettant qu'il lui faut négliger le détail de la vue sur la plaine du Pô, impossible depuis ce col. L'itinéraire qu'il esquisse part de Montélimar, passe par la haute vallée de l'Eygues et rejoint le sillon de Gap et la Durance. Il est contesté par Max Prado, qui préfère emprunter la vallée de la Drôme puis celle de la Durance, pour franchir le col de Montgenèvre, qu'il juge être le meilleur candidat parmi les itinéraires possibles, avec sa montée progressive, son altitude modérée et sa fréquentation antique.

#### Col de la Traversette

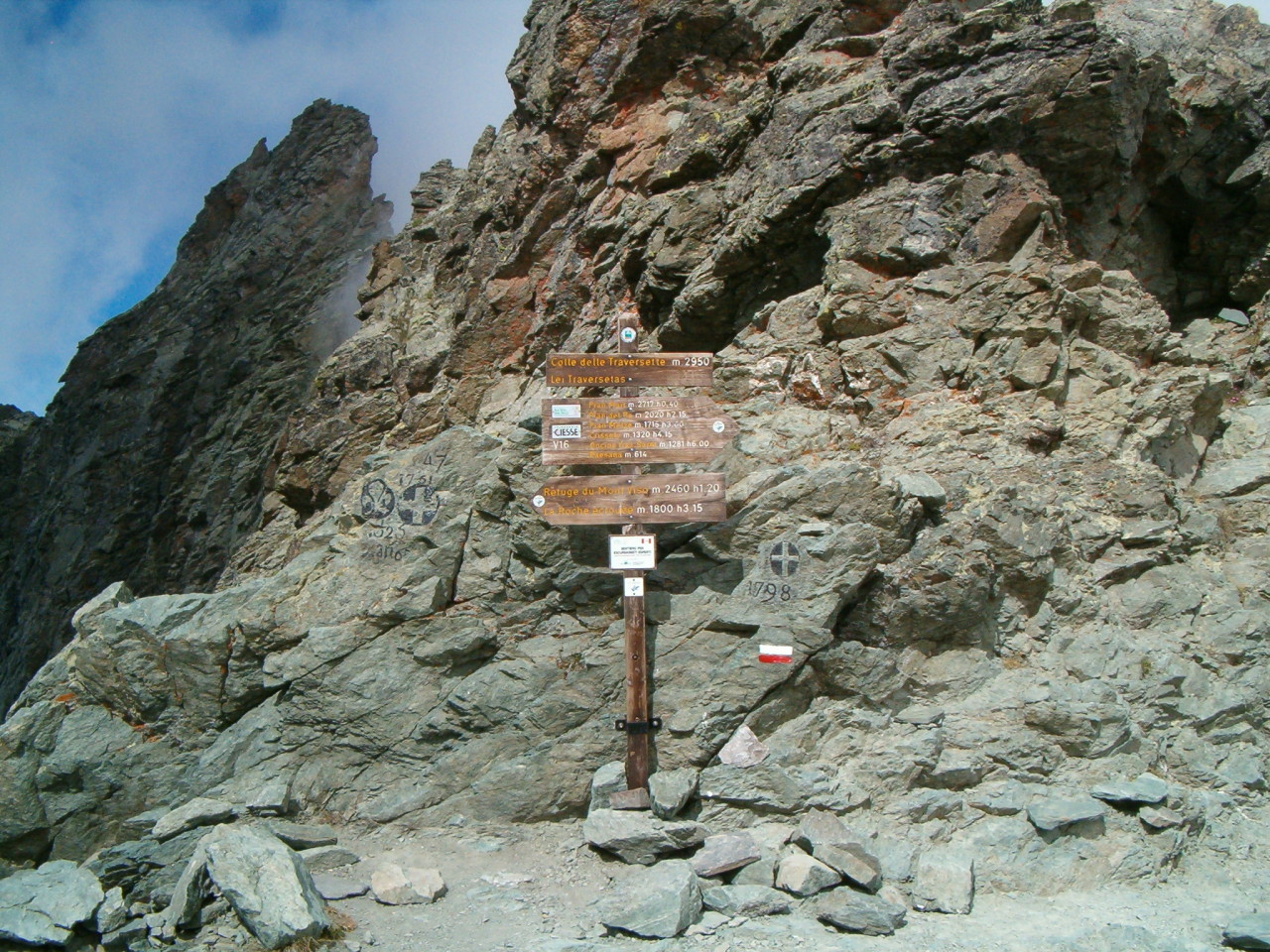
Col de la Traversette.

L'embryologiste Sir Gavin de Beer (1899-1972), dans ses ouvrages publiés en 1956 et en 1969, refuse la lecture Isara qu'on fait chez Tite-Live, et assimile le Skaras de Polybe à l'Eygues, affluent du Rhône, transcrit au Moyen Âge en « Equeris » (1278), « Icaris » (1321), « Yquarum » (1393) et « Yguaris » (1414). Il rejoint les auteurs qui admettent l'itinéraire par la Druentia assimilée à la Durance et propose un trajet dans les Alpes méridionales, qui longe la Drôme jusqu'à la hauteur de Die, puis rejoint la Durance par le col de Grimone. L'itinéraire adopté par de Beer laisse la Durance, qui mènerait au col de Montgenèvre, et quitte cette vallée vers Guillestre pour le Queyras, remonte le Guil et franchit le col de la Traversette, près du mont Viso. L'altitude élevée de ce col (2 947 m), préféré au col de Mary, garantit selon de Beer la présence de névés recouverts de neige lors du passage d'Hannibal.
Toutefois son hypothèse, quoique jugée admissible par certains,,, est contestée, y compris en Angleterre. Serge Lancel souligne notamment la difficulté d'accès de ce col, brèche étroite perçant une crête entre des pentes très raides et doute que les éléphants aient pu le franchir.
L'hypothèse d'une traversée via le col de la Traversette, bien que jugée jusqu'alors peu probable, est présentée par  William Mahaney début 2016 dans une étude utilisant des données géologiques, biostratigraphiques, géochimiques et microbiologiques. Celles-ci mettent en évidence, dans une tourbière située immédiatement sous le col, la présence d'une couche de boue exceptionnellement perturbée et enrichie en matière organique. Cette couche sédimentaire se caractérise par une forte présence de bactéries Clostridium, typique des mammifères. Les différentes observations de cette étude indiquent donc le passage par le col de la Traversette de potentiellement plusieurs milliers d'animaux, dont des chevaux. La datation par le carbone 14 situe les prélèvements entre  2070 +/- 31 BP et 2530 +/-90 BP, soit une fourchette entre -80 +/- 31 et -580 +/-90,,, large période qui inclut les passages des Alpes par les Gaulois en -225, par Hannibal en -218 ou par Hasdrubal Barca en -207, pour ceux que les historiens ont répertoriés. Les travaux du micro-biologiste Chris Allen accréditeraient cette hypothèse.

#### Col de Malaure
En 1994, Jean-Pierre Renaud propose un parcours longeant la rive droite de la Durance et une traversée du Queyras, avec une remontée le long du torrent du Bouchet au niveau de l'actuel village d'Abriès pour atteindre le col de Malaure (2 536 m), nettement plus bas que celui de la Traversette et qui débouche sur la région de Turin par la vallée du Pellice. Le col offre une vue courte et directe sur la plaine du Pô et il y a dans la descente un promontoire adapté pour la fameuse harangue d'Hannibal.

### Itinéraires par l'Ubaye, Larche ou Mary

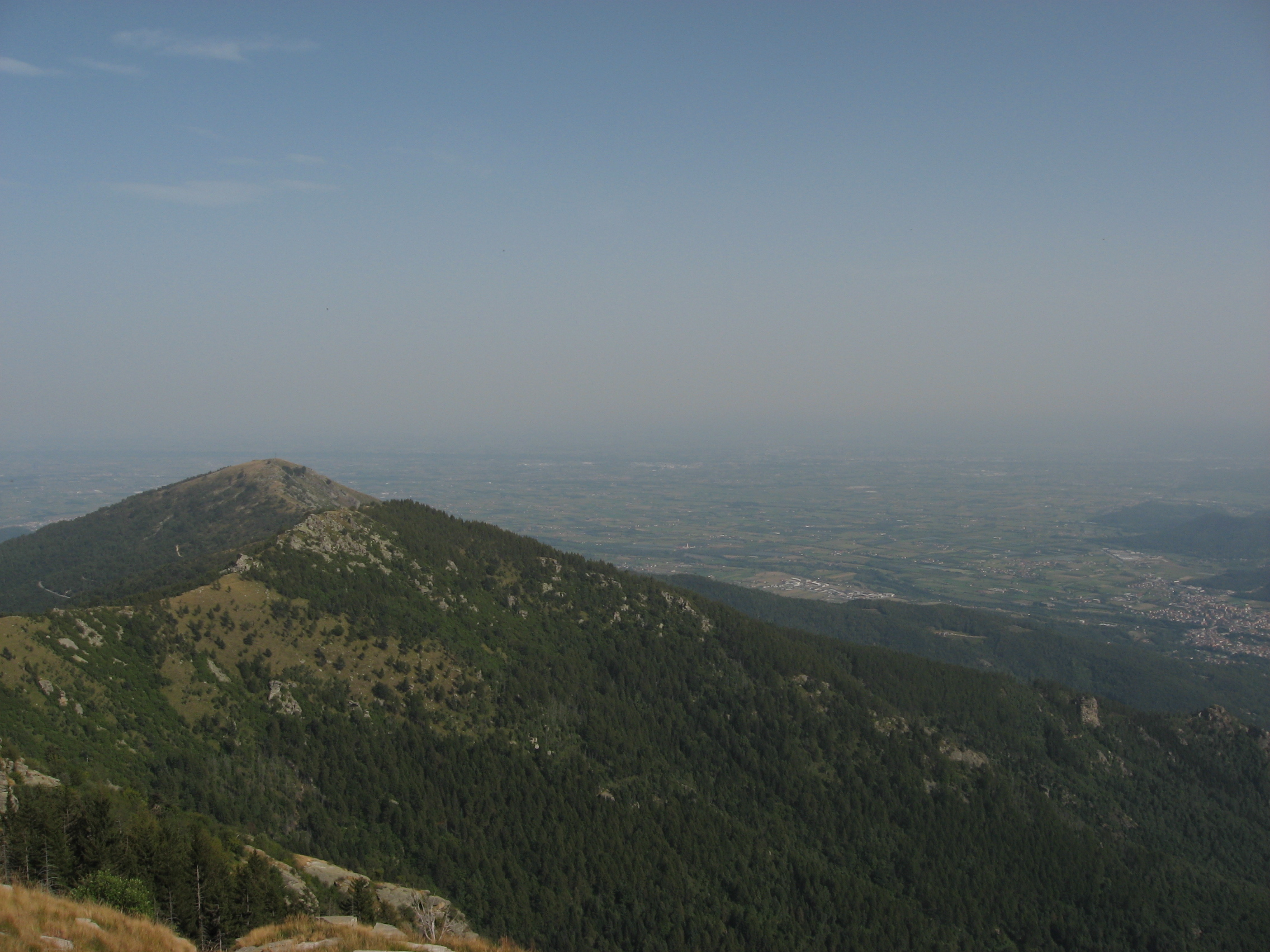
Le val Maira vu depuis le mont San Bernardo.

Plusieurs variantes de l'itinéraire par la Durance ont été envisagées, qui délaissent la haute vallée de la Durance pour remonter la vallée de l'Ubaye. Les partisans de cette solution s'appuient sur Tite-Live et aussi sur les géographes antiques Strabon, qui se réfère à Polybe, et Varron, cité par l'auteur tardif Servius. Ces derniers énumèrent du sud au nord la liste des cols franchissant les Alpes à l'époque antique, et citent en seconde place le col emprunté par Hannibal, après celui des Ligures, qui est probablement le col de Tende. Mais plusieurs cols méridionaux sont des candidats possibles.
L'accès au col de Larche (1 991 m) se fait depuis l'Ubaye en tournant vers le vallon de l'Ubayette. Des arguments en faveur de ce col sont l'accessibilité hivernale et sa relative facilité d'accès, avec des pentes progressives de côté gaulois comme du côté italien, qui auraient ménagé l'effort des éléphants. Par sa position méridionale, le col de Larche pourrait être ce second col. Toutefois, il ne mène pas directement dans la région de Turin, mais donne sur la vallée de la Stura di Demonte et Coni. De surcroît, l'historien et archiviste Georges de Manteyer signale qu'il faut pour prendre la voie du col de Larche passer la gorge de la Combe de Meyronnes, dont il estime dissuasif l'abord « étroit et désolé ». Dans un long article de 1944, de Manteyer décrit en détail un trajet descendant le Rhône depuis Vienne, bifurquant pour remonter la Drôme et son affluent le Bez, le col de Grimone, le bassin du Drac puis la Durance et l'Ubaye. À la fin, il exclut un franchissement par le col de Roure, en l'absence de sentier qui le desserve, et voit plutôt Hannibal passer par le col de Mary (2 613 m), pour descendre dans le val Maira, déboucher dans la plaine du Pô et se diriger sur Turin.

## Postérité

### Évocations artistiques

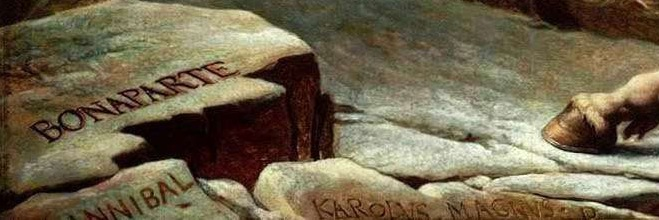
Les inscriptions sur les rocs au bas du Bonaparte franchissant le Grand-Saint-Bernard de David (1800).

Au début du premier livre des Tragiques, d'Aubigné, s'inspirant notamment du récit de Tite-Live, compare son attaque littéraire de l'Église romaine au passage des Alpes par Hannibal.
Si Francisco de Goya peint en 1770 la plaine italienne vue par Hannibal depuis le col, c'est à partir du XIXe siècle et avec l’impulsion conquérante de Napoléon Ier que le passage des Alpes devient l’épisode le plus important de la vie d’Hannibal comme sujet artistique. L'évocation de ce dernier par le peintre David, dans la série de tableaux Bonaparte franchissant le Grand-Saint-Bernard (1800–1803), est toutefois allusive : les rochers à gauche sous les pieds du cheval de Napoléon franchissant le col du Grand-Saint-Bernard portent gravés les noms des conquérants qui ont réalisé cet exploit : Napoléon, Hannibal et Karolus Magnus (Charlemagne).
En 1812, le peintre britannique William Turner le prend comme prétexte pour une composition de paysage de montagne et d’éclairage dans des conditions exceptionnelles dans sa Tempête de neige, sous-titrée Hannibal traversant les Alpes.
Plus tard, Éloi Firmin Féron en 1833, Bénédict Masson en 1881 et Albert Charpentier en 1905 peignent des tableaux montrant Hannibal et son armée passant les Alpes, mais ils sont marginaux en regard des nombreux illustrateurs du XIXe siècle, Henri Motte, Alfred Rethel, Nicolo Sanesi, John Cousen, Gottlob Heinrich Leutemann, Adrien Marie, Nikolaus Knilling, Kaspar Braun et Friedrich Schneider, qui rendent en images les conditions de la traversée et réalisent des restitutions à vocation archéologique.

Hannibal franchissant les Alpes dans la peinture et le dessin
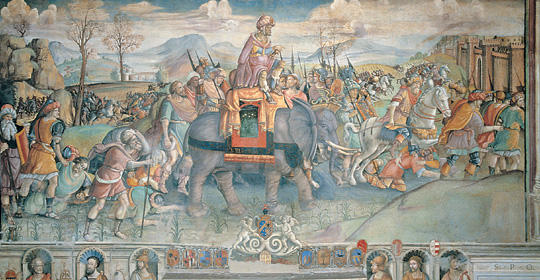
Jacopo Ripanda, Hannibal franchissant les Alpes (vers 1510).
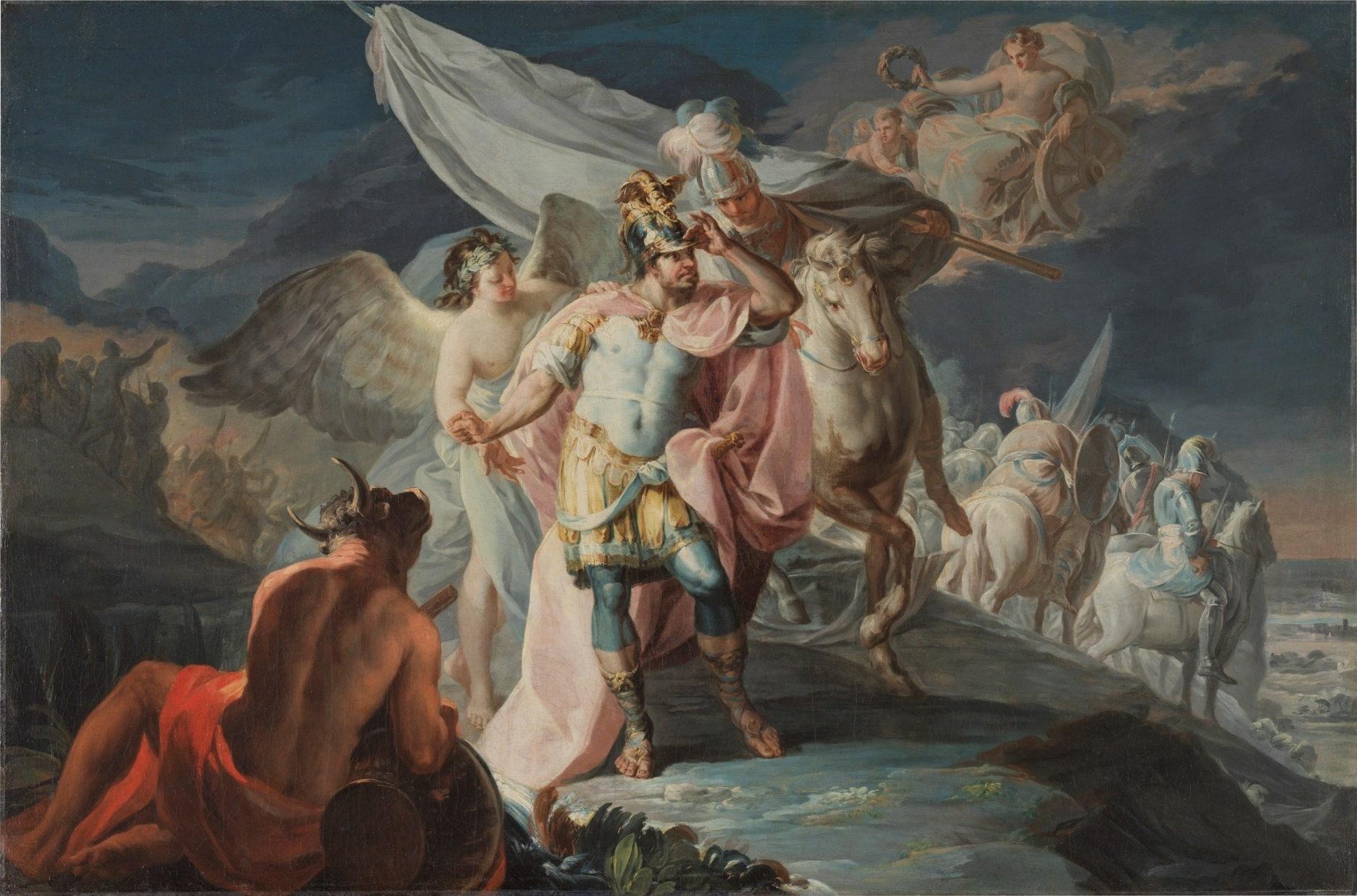
Francisco de Goya, Hannibal victorieux contemple pour la première fois l'Italie depuis les Alpes (1771).
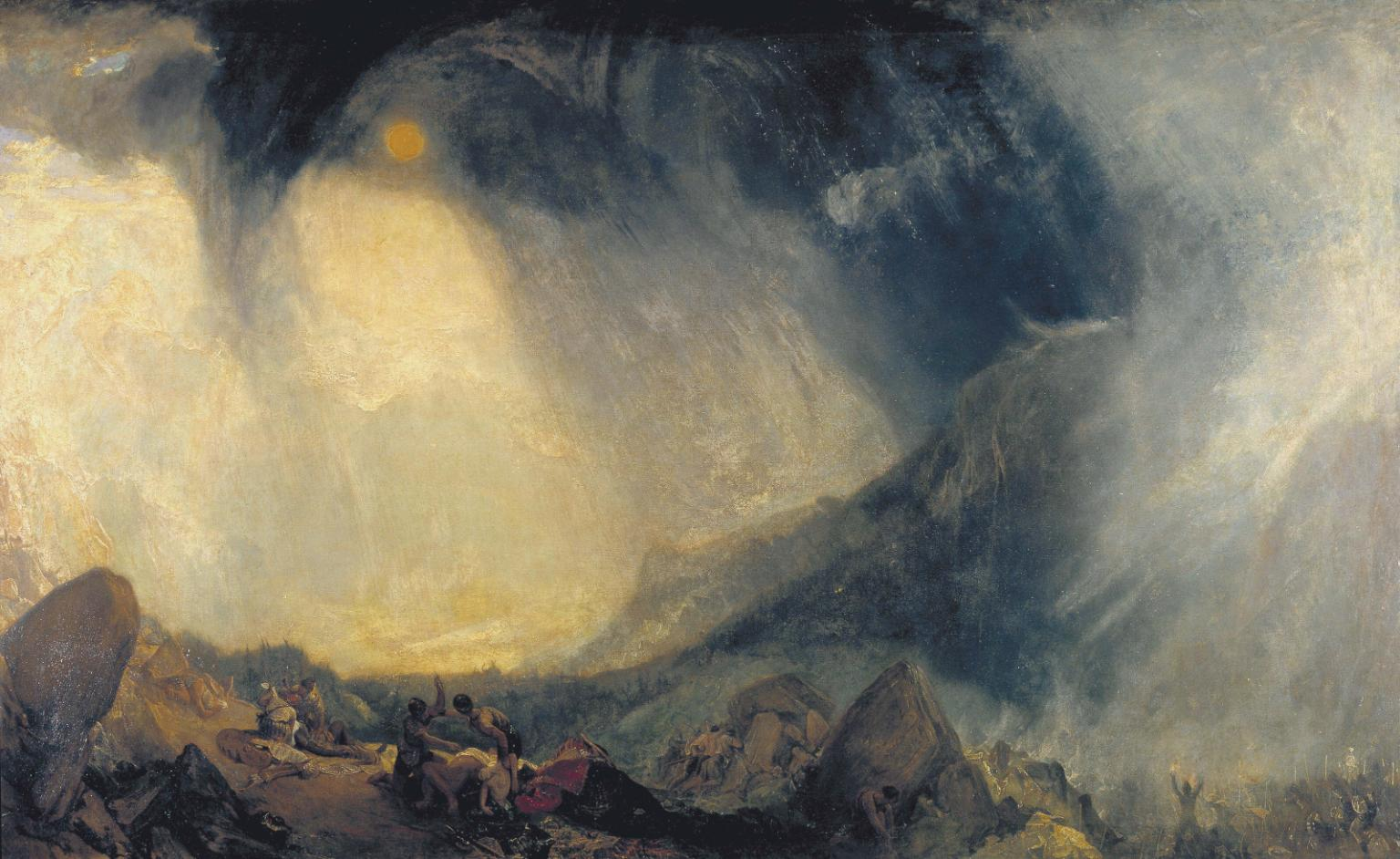
William Turner, Tempête de neige : Hannibal et son armée traversant les Alpes (1812).
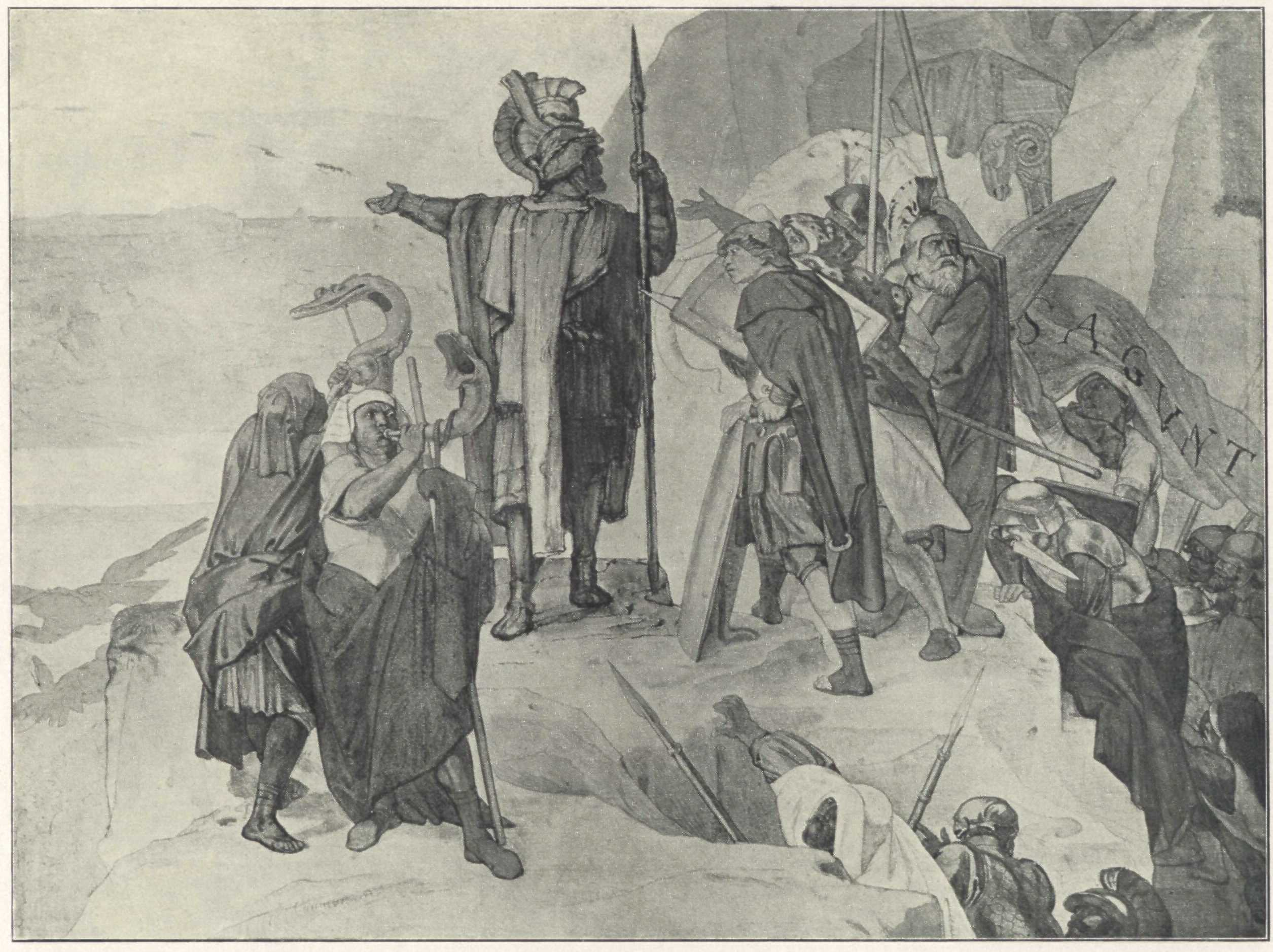
Dessin d'Alfred Rethel (1842).

### Démonstrations et célébrations
Au XXe siècle, diverses manifestations plus ou moins folkloriques tentent de reconstituer le passage d’Hannibal, par des cols suggérés par les historiens. Il s’agit plus d’exploits sportifs et médiatisés que d'arguments probants de ce passage. Parmi ceux-ci, des reconstitutions avec un éléphant sont réalisées par des amateurs passionnés : en 1935, l'Américain Richard Halliburton franchit le col du Grand-Saint-Bernard ; en juillet 1959, le jeune étudiant anglais John Hoyte tente d'accéder au col du Clapier, y renonce en raison des risques de chutes de pierres, puis franchit le col du Mont Cenis ; Jack Wheeler passe le col du Clapier en 1979.
Le 21 août 1959, le dompteur Darix Togni part de Suse en Italie, avec trois éléphants et deux chameaux de son cirque, fait étape dans le vallon de la Clarea puis parvient en 12 heures de montée au col du Clapier.
En 1985, l’expédition Annibal 85 inaugure un parcours de randonnée entre le col du Clapier et le col de la Mayt, signalée par dix plaques métalliques commémoratives. Plus récemment, le raid Hannibal organisé chaque année depuis 2000 est une course sportive reliant Lyon à Turin.
En 2006, une expédition sous l'égide de l'historien hispano-allemand Pedro Barceló et de l'Allemand Jörg Altekruse étudie les problèmes de logistique et de ravitaillement d'Hannibal en menant deux éléphants, accompagnés de bœufs chargés de leur fourrage, de chevaux et de chèvres. Altekruse en a tiré un documentaire diffusé sur Arte le 19 mai 2007.